# Parmotrema ochrocrinitum
Parmotrema ochrocrinitum är en lavart som beskrevs av Elix & J. Johnst. Parmotrema ochrocrinitum ingår i släktet Parmotrema och familjen Parmeliaceae.   Inga underarter finns listade i Catalogue of Life.